# “文化大革命”简史
《“文化大革命”简史》是席宣、金春明合著的文化大革命通史著作，经中央主管部门正式审核、批准出版。:49中共党史出版社1996年7月出版第1版，2005年12月出版第2版（增订新版），2006年1月第3版。6次印刷，总印数达13万册。

## 观点
金春明《“文化大革命”史稿》有三个恶性循环说，:88而该书提出“三个交互作用”的恶性循环说，即“‘左’倾理论和‘左’倾实践的交互作用”、“个人专断和个人崇拜的交互作用”、“国际反修和国内反修的交互作用”导致了文革。:50该书全面否定文革，并提出文革实现了历史的补偿，使中国找到了建设有中国特色的社会主义道路。:51

## 评价
- 郑惠、张化：“目前国内出版的有关‘文革’历史的著述中学术水平比较高，现实针对性比较强的新作”。[2]
- 吴超：在1996年以来的文革研究第三阶段，文革研究专著中“最有代表性的是席宣、金春明著《“文化大革命”简史》。”[3]
- 陈建坡：“在叙述‘文革’过程时，作者力求准确，进行了大量细致扎实的考订、辨伪，但在当前核心档案资料不完全开放的情况下，书中严谨、客观的追求也导致了对过程的叙述显得过于简化，以致对有些事件的交代不够完整，使人略感遗憾。总起来看，该书是在《历史决议》精神指导下又对其有较大突破的一部权威学术专著。”[1]:51